# مذكرات كاتب
مذكرات كاتب (بالروسية: Дневник писателя) مختارات من أعمال الكاتب الروسي فيودور دوستويفسكي الخيالية وغير الخيالية، أُخِذَت من منشوراته في صحف ودوريات قام دوستويفسكي نفسه بإصدارها وتحريرها وإدارتها، وتمَّت ترجمتها إلى الإنجليزية وصُدِرَت في عامي 1993 و1994. في العادة تُنشَر المختارات في مجلَّدين، المجلَّد الأوَّل يُغطِّي كتاباته من 1873 وحتى 1876، والمجلَّد الثاني يُغطِّي كتاباته من 1877 وحتى 1881. من ضمن الأعمال المنشورة في هذه المختارات: بوبوك، الصبي الشحاذ عند شجرة عيد الميلاد، ماري القروية، حلم رجل مضحك.